# Palmi
Palmi là một đô thị ở tỉnh Reggio Calabria trong vùng Calabria, Ý, có cự ly khoảng 90 km về phía tây nam của Catanzaro và khoảng 35 km về phía đông bắc của Reggio Calabria. Tại thời điểm ngày 31 tháng 12 năm 2004, đô thị này có dân số 19.523 người và diện tích là 31,8 km².
Palmi giáp các đô thị: Gioia Tauro, Seminara.